# Laiyangosaurus

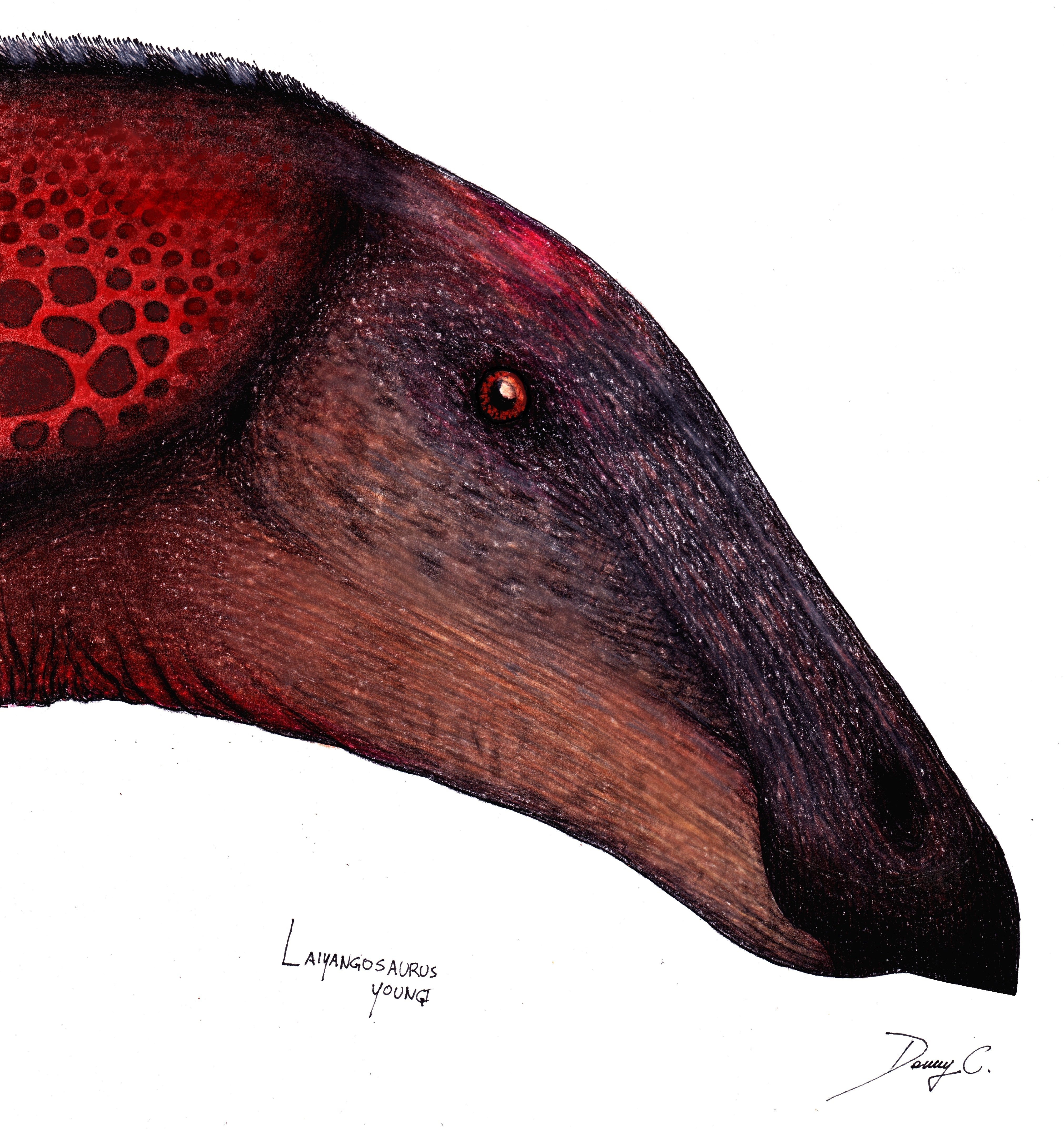
Laiyangosaurus youngi

Laiyangosaurus youngi is een plantenetende ornithischische dinosauriër, behorend tot de Euornithopoda, die tijdens het late Krijt leefde in het gebied van het huidige China.

## Vondst en naamgeving
In 2010 werd in het Layiangbassin de oude vindplaatsen heropend waar ooit Tsintaosaurus was opgegraven. Op Vindplaats 2 bij Jingangkou ontdekte men vele botten waaronder een euornithopode die afwijkend leek van Tsintaosaurus.
In september 2017 werd de typesoort Laiyangosaurus youngi benoemd en beschreven door Zhang Jialiang, Wang Xiaolin, Wang Qiang, Jiang Shunxing, Cheng Xin, Li Ning en Qiu Rui. De geslachtsnaam verwijst naar Laiyang. De soortaanduiding eert Yang Zhongjian, de grondlegger van de Chinese paleontologie der gewervelden en de man die Tsintaosaurus benoemde en die in westerse publicaties de transcriptie Chung Chien Young gebruikte, ter gelegenheid van diens honderdtwintigste verjaardag — waarbij wel bedacht moet worden dat hij in 1979 is overleden. Per ongeluk werd naam ook al vermeld in een publicatie uit april 2017 die ervan uitging dat het andere artikel al verschenen was; dat leverde toen slechts een nomen nudum op omdat geen holotype was aangewezen zoals artikel 16.4 van het ICZN eist.
Het holotype, IVPP V 23401, is gevonden in een laag van de Jingangkouformatie die dateert uit het Campanien. Voor de formatie is een absolute ouderdom bepaald van drieënzeventig miljoen jaar. Het bestaat uit een gedeeltelijke schedel met een stuk onderkaak. Bewaard zijn gebleven: het linkerbovenkaaksbeen, het rechtersquamosum en het linkerdentarium.
Een groot aantal losse schedelbotten is aan de soort toegewezen. Het betreft de specimina IVPP V 23402: een schedel met onderkaken van een jong dier; IVPP V2340: een schedel met onderkaken van een jong dier; IVPP V 23404: een linkerdentarium van een volwassen dier, groter dan het holotype; en IVPP V 23405: een bovenkaaksbeen en een jukbeen van een jong dier. De jonge dieren hebben ongeveer de helft van de lengte van het holotype.
In 2023 werd ook het postcraniaal skelet beschreven.

## Beschrijving
Laiyangosaurus is een vrij grote hadrosauride met een lengte van zo'n acht meter.
De beschrijvers wisten enkele onderscheidende kenmerken vast te stellen. Sommige daarvan zijn autapomorfieën, unieke afgeleide eigenschappen. De buitenste zijkant van het neusbeen draagt een opvallende smalle richel die de achterrand en achterste bovenrand vormt van de uitholling rond het neusgat. De meeste maxillaire tanden hebben een hoofdrichel die iets naar achteren gebogen is. In de onderkaak draagt het surangulare een retroarticulair uitsteeksel dat schuin naar achteren, boven en bezijden steekt. Bij het jukbeen is het deel dat de onderrand vormt van de oogkas breder dan het deel dat de rand vormt van het onderste slaapvenster.
Verder is er nog een unieke combinatie van op zich niet unieke kenmerken. De bovenrand van het neusbeen is plat. Er bevindt zich geen kam op de schedel. De opgaande tak van het jukbeen richting traanbeen heeft een achterrand die relatief ondiep is en schuin naar boven en achteren gericht is; terwijl de tak van voor naar achteren verbreed is. Het gedeelte van de praemaxilla dat de snuitpunt vormt wordt doorboord door een of meer foramina.
In 2023 werden nog drie autapomorfieën van het postcraniaal skelet aangegeven. De deltopectorale kam van het opperarmbeen is slecht ontwikkeld. Aan de basis van het achterblad van het darmbeen bevindt zich een richel voor de aanhechting van de musculus caudofemoralis brevis. Op de binnenzijde van het achterblad van het darmbeen bevindt zich een goed ontwikkelde richel langs de onderkant.

## Fylogenie
Laiyangosaurus is binnen de Hadrosauridae in de Saurolophinae geplaatst en daar weer binnen basaal in de Edmontosaurini. Dat werd in 2023 bevestigd.